# 200 f.Kr.
| 200 f.Kr.          |
| ------------------ |
| Dødsfald - Fødsler |
|                    |

## Dødsfald
- (død mellem 207 og 200 f.Kr.) – Lucius Livius Andronicus – grundlægger af den romerske litteratur.

| År | Spire Denne artikel om et år, årti, århundrede eller årtusinde er en spire som bør udbygges. Du er velkommen til at hjælpe Wikipedia ved at udvide den. |